# Ferulago blancheana
Ferulago blancheana är en flockblommig växtart som beskrevs av George Edward Post. Ferulago blancheana ingår i släktet Ferulago och familjen flockblommiga växter. Inga underarter finns listade i Catalogue of Life.